# Aeroporto de Caracaraí
O Aeroporto Estadual de Caracaraí (IATA: inexistente; ICAO: SWQI) é um aeroporto situado na Rodovia Federal BR-174, no município brasileiro de Caracaraí, no estado de Roraima e administrado por este.
Atualmente o aeroporto está em reforma. Quando iniciar as operações, será um o principal aeroporto do interior do Estado e disponível inclusive para atender demandas da região onde se localiza.

## Generalidades
Localizado ao norte de Caracaraí, ao lado da rodovia BR-174 e a 3,2 km do centro da cidade. O aeroporto está sob as coordenadas de Latitude: +1º 85' 99" e Longitude: -62º 30' 76".
Inaugurado em 1995, o Aeroporto de Caracaraí possui a quarta maior pista de pouso da Amazônia Ocidental, concluída pela COMARA (Comissão de Aeroportos da Amazônia), no ano de 2003. O aeroporto possui pista de 2500 metros de extensão por 45m de largura.
É um dos 3 aeroportos do Estado de Roraima incluídos no PDAR (Plano de Desenvolvimento da Aviação Regional), que foi criado pelo Governo Federal em 2012, que será reformado para voltar a receber voos regulares de cargas e passageiros. Haverá a instalação de seção contra incêndio e troca da pavimentação da pista, estação de passageiro, abastecimento e iluminação para pousos noturnos apto a receber aeronaves de pequeno porte.

### Dados técnicos
- Categoria de utilização: PUB (1NW UTC-4 55 - 180)
- Tipo de operação: VFR DIURNA
- Resistência: 36/F/A/X/T

### Aeroportos próximos
- Aeroporto de Alto Alegre - RR (77.53 km)
- Aeroporto Internacional de Boa Vista - RR (76.38 km)
- Aeroporto Internacional de Manaus - AM (554 km)
- Aeroporto de Mucajaí - RR (43.74 km)

## Companhias Aéreas e Destinos
Não possui voos regulares e atende principalmente a voos de táxi aéreo e do governo estadual.